# Malženice
Malženice é um município da Eslováquia, situado no distrito de Trnava, na região de Trnava. Tem 14,85 km² de área e sua população em 2019 foi estimada em 1540 habitantes.

## Demografia
| Ano:        | 1994 | 2004    | 2014    | 2024   |
| ----------- | ---- | ------- | ------- | ------ |
| Broj ljudi: | 1017 | 1266    | 1428    | 1507   |
| Razlika:    |      | +24,48% | +12,79% | +5,53% |

| Ano:               | 2023 | 2024   |
| ------------------ | ---- | ------ |
| Número de pessoas: | 1534 | 1507   |
| Diferença:         |      | -1,76% |